# Krueng Cot
Krueng Cot is een bestuurslaag in het regentschap Pidie van de provincie Atjeh, Indonesië. Krueng Cot telt 469 inwoners (volkstelling 2010).